# Galerie des Batailles
Galerie des Batailles er en stor sal i sydfløjen, den såkaldte "Prinsfløj", af Château de Versailles. Det er beliggende på første sal på slottets side mod parken, som med sit centrale glastag i form af en tøndehvælving i attikaloftet. Over imposten er runde vinduer på begge sider af muren. Kong Louis Philippes aledning til at opføre galleriet var at ære de store franske militære sejre. Fire af den kongelige families kamre måtte vige for denne ombygning.
Salen er to etager høj, 120 meter lang og 13 meter bred. 33 store vægmalerier er linet op med 82 buster af kendte generaler og danner seværdigheden. De heltetunge malerier giver et indblik i cirka 14 århundreders fransk historie. Især er konger og berømte sejrende generaler på slagmarken repræsenteret. Et eksempel er maleriet af Ary Scheffer med navnet "Slaget ved Zülpich". De billeder der vises afspejler tidsrummet mellem Klodevig 1. (Tolbiac 496) til Napoléon (Wagram 1809).
Galleriet indledes med den såkaldte "Prinsetrappe", som fører til "Prinsens gård" og har umiddelbar adgang til "Sal 1792". Salen er opkaldt efter malerierne som dekorerer dets indvendige. Under Ludvig 16. af Frankrig kaldtes den også "Salen af de hundrede schweizere". Den anden side af galleriet er flankeret af "Sal 1830" og er adgangsted for guidede besøg. Bagerst i galleriet ligger Stengalleriet.
Åbningen af salen den 10. Juni 1837 faldt sammen med åbningen af Versailles Museum.